# 샤오중쿤
샤오중쿤(蕭仲坤, 소중곤, 1929년 3월 29일 ~ 2005년 6월 19일)은 중화인민공화국 홍콩 특별행정구의 연극배우, 영화배우이다.

## 생애
홍콩에서 출생하였으며 지난날 한때 마카오에서 잠시 유아기를 보낸 적이 있는 그는 15세 때였던 1948년 연극배우로 첫 데뷔하였으며 1950년에는 3년 연하의 홍콩 연극배우 겸 영화배우 리샹친(李香琴)과 결혼하여 이듬해 1951년 리샹친과의 사이에서 1녀를 얻었고 1956년 영화 《황비홍칠두화기린(黃飛鴻七鬥火麒麟)》의 조연으로 영화배우 데뷔하였으며 이듬해 1957년 리샹친과 이혼하였다.
1997년 영화 《비일반애정소설(飛一般愛情小說)》의 단역을 끝으로 영화 분야에서 은퇴하고 일가족과 함께 베트남으로 건너갔으며 2000년에 싱가포르로 건너갔고 2002년에는 캐나다로 건너갔으며 2005년 캐나다 브리티시 컬럼비아 주 밴쿠버에서 식도암으로 인하여 향년 76세로 사망하였다.